# Aequatorium
 Aequatorium  B.Nord, 1978  è un genere di piante angiosperme dicotiledoni della famiglia delle Asteraceae (sottofamiglia Asteroideae).

## Etimologia
Il nome scientifico del genere è stato definito dal botanico Rune Bertil Nordenstam (1936-) nella pubblicazione Opera Botanica a Societate Botanica Lundensi. Lund, Copenhagen (Opera Bot. 44: 59 (-61)) del 1978.

## Descrizione
Habitus. Le specie di questo genere hanno un habitus di tipo arbustivo fino a piccoli alberi. Le superfici delle piante giovani sono ricoperte da peli (tricomi) stellati-tomentosi.
Radici. Le radici sono secondarie da rizoma (i rizomi possono essere striscianti) oppure sono tuberose (pelose, carnose o fibrose).
Fusto. La parte aerea in genere è eretta di tipo arbustivo (ramificata in alto).
Foglie. Le foglie sono cauline disposte in modo alternato e sono picciolate. La forma della lamina è intera con contorni da lanceolati a ellittico-ovati e apici acuminati. I margini sono dentati o denticolati. La consistenza della foglia è coriacea. La superficie è tomentosa per tricomi peltato-stellati.
Infiorescenza. Le sinflorescenze sono composte da diversi capolini raccolti in racemi panicolato-corimbosi. Le infiorescenze vere e proprie sono formate da un capolino terminale peduncolato di tipo radiato. Alla base dell'involucro (la struttura principale del capolino) può essere presente un calice formato da alcune brattee fogliacee. I capolini sono formati da un involucro, con forme da cilindriche a campanulate, composto da diverse brattee, al cui interno un ricettacolo fa da base ai fiori di due tipi: quelli esterni del raggio e quelli più interni del disco. Le brattee sono disposte in modo embricato di solito su una sola serie e possono essere connate alla base. Il ricettacolo, a volte alveolato, è nudo (senza pagliette a protezione della base dei fiori); la forma è convessa, piatta o conica.
Fiori.  I fiori sono tetra-ciclici (formati cioè da 4 verticilli: calice – corolla – androceo – gineceo) e pentameri (calice e corolla formati da 5 elementi). Sono inoltre ermafroditi, più precisamente i fiori del raggio (quelli ligulati e zigomorfi) sono femminili; mentre quelli del disco centrale (tubulosi e actinomorfi) sono bisessuali.
- Formula fiorale:

*/x K {\displaystyle \infty }, [C (5), A (5)], G 2 (infero), achenio
- Calice: i sepali del calice sono ridotti ad una coroncina di squame.
- Corolla: nella parte inferiore i petali della corolla sono saldati insieme e formano un tubo. In particolare le corolle dei fiori del disco centrale (tubulosi) terminano con delle fauci dilatate a raggiera con cinque profondi lobi più o meno patenti. Nella corolla dei fiori periferici (ligulati) il tubo si trasforma in un prolungamento da ligulato a filiforme, terminante più o meno con cinque dentelli. Il colore delle corolle dei fiori del raggio è bianco o crema. Il colore delle corolle dei fiori del disco è bianco o giallo pallido.
- Androceo: gli stami sono 5 con dei filamenti liberi. La parte basale del collare dei filamenti è cilindrica. Le antere invece sono saldate fra di loro e formano un manicotto che circonda lo stilo. Le antere sono senza coda ("ecaudate"). La struttura delle antere è di tipo tetrasporangiato, raramente sono bisporangiate. Il tessuto endoteciale è polarizzato. Il polline è tricolporato (tipo "helianthoid").[10]
- Gineceo: lo stilo è biforcato con due stigmi nella parte apicale. La forma degli stigmi varia da subtroncata a ottusa; possono essere ricoperti da minute papille (dorsalmente e apicalmente). Le superfici stigmatiche sono continue.  L'ovario è infero uniloculare formato da 2 carpelli.

Frutti. I frutti sono degli acheni con pappo. La forma degli acheni è oblunga; la superficie è percorsa da diverse coste longitudinali e può essere glabra. Non sempre il carpoforo è distinguibile. Il pappo è formato da numerose setole snelle (o grossolane), bianche o fulve; possono essere persistenti.

## Biologia
Impollinazione: l'impollinazione avviene tramite insetti (impollinazione entomogama tramite farfalle diurne e notturne).

Riproduzione: la fecondazione avviene fondamentalmente tramite l'impollinazione dei fiori (vedi sopra).

Dispersione: i semi (gli acheni) cadendo a terra sono successivamente dispersi soprattutto da insetti tipo formiche (disseminazione mirmecoria). In questo tipo di piante avviene anche un altro tipo di dispersione: zoocoria. Infatti gli uncini delle brattee dell'involucro (se presenti) si agganciano ai peli degli animali di passaggio disperdendo così anche su lunghe distanze i semi della pianta. Inoltre per merito del pappo il vento può trasportare i semi anche a distanza di alcuni chilometri (disseminazione anemocora).

## Distribuzione e habitat
Le specie di questo genere sono distribuite in Colombia, Ecuador e Venezuela.

## Tassonomia
La famiglia di appartenenza di questa voce (Asteraceae o Compositae, nomen conservandum) probabilmente originaria del Sud America, è la più numerosa del mondo vegetale, comprende oltre 23 000 specie distribuite su 1 535 generi, oppure 22 750 specie e 1 530 generi secondo altre fonti (una delle checklist più aggiornata elenca fino a 1 679 generi). La famiglia attualmente (2021) è divisa in 16 sottofamiglie; la sottofamiglia Asteroideae è una di queste e rappresenta l'evoluzione più recente di tutta la famiglia.

### Filogenesi
Il genere di questa voce appartiene alla sottotribù Tussilagininae della tribù Senecioneae (una delle 21 tribù della sottofamiglia Asteroideae). La sottotribù descritta in tempi moderni da Bremer (1994), dopo le analisi di tipo filogenetico sul DNA del plastidio (Pelser et al., 2007) è risultata parafiletica con le sottotribù Othonninae e Brachyglottidinae annidiate al suo interno. Attualmente con questa nuova circoscrizione la sottotribù Tussilagininae s.s. risulta suddivisa in quattro subcladi.
Il genere di questa voce appartiene al subclade chiamato "Gynoxoid Group" formato dalle specie Aequatorium, Gynoxys, Nordenstamia, Paracalia  e Paragynoxys. Questo gruppo è caratterizzato da specie originarie del Sud America (andina) il cui "habitus" è composto da portamenti eretti tipo arboreo o arbustivo (occasionalmente scandenti). All'interno del gruppo il genere Aequatorium si trova, da un punto di vista filogenetico, in posizione "basale" (è una delle prime entità che si sono diversificate) e risulta formare con il genere Paragynoxys un "gruppo fratello".
l cladogramma seguente, tratto dallo studio citato e semplificato, mostra una possibile configurazione filogenetica del gruppo (alcuni generi sono polifiletici).
|  | Gynoxys-1, Nordenstamia-1                               |
|  |                                                         |
|  | \| \| Gynoxys-2 \| \| \| \| \| \| Paracalia \| \| \| \| |
|  |                                                         |
|  | Gynoxys-2                                               |
|  |                                                         |
|  | Paracalia                                               |
|  |                                                         |

|  | Gynoxys-2 |
|  |           |
|  | Paracalia |
|  |           |

|  | Gynoxys-1, Nordenstamia-1                               |
|  |                                                         |
|  | \| \| Gynoxys-2 \| \| \| \| \| \| Paracalia \| \| \| \| |
|  |                                                         |
|  | Gynoxys-2                                               |
|  |                                                         |
|  | Paracalia                                               |
|  |                                                         |

|  | Gynoxys-2 |
|  |           |
|  | Paracalia |
|  |           |

|  | Paragynoxys |
|  |             |
|  | Aequatorium |
|  |             |

|  | Gynoxys-1, Nordenstamia-1                               |
|  |                                                         |
|  | \| \| Gynoxys-2 \| \| \| \| \| \| Paracalia \| \| \| \| |
|  |                                                         |
|  | Gynoxys-2                                               |
|  |                                                         |
|  | Paracalia                                               |
|  |                                                         |

|  | Gynoxys-2 |
|  |           |
|  | Paracalia |
|  |           |

|  | Gynoxys-1, Nordenstamia-1                               |
|  |                                                         |
|  | \| \| Gynoxys-2 \| \| \| \| \| \| Paracalia \| \| \| \| |
|  |                                                         |
|  | Gynoxys-2                                               |
|  |                                                         |
|  | Paracalia                                               |
|  |                                                         |

|  | Gynoxys-2 |
|  |           |
|  | Paracalia |
|  |           |

|  | Paragynoxys |
|  |             |
|  | Aequatorium |
|  |             |

I caratteri distintivi del genere  Aequatorium sono:
- i fiori del raggio sono bianchi
- la superficie delle piante è ricoperta da tricomi peltati e stellati;
- i rami dello stilo sono ottusi o subtroncati.

### Elenco delle specie
Questo genere ha 11 specie:
- Aequatorium albiflorum (Wedd.) Cuatrec. & S.Díaz
- Aequatorium asterotrichum  B.Nord.
- Aequatorium caucanum  S.Díaz & Cuatrec.
- Aequatorium jamesonii  (S.F.Blake) C.Jeffrey
- Aequatorium latibracteolatum  S.Díaz & Cuatrec.
- Aequatorium lepidotum  B.Nord.
- Aequatorium palealbum  S.Díaz & A.Correa
- Aequatorium polygonoides  B.Nord.
- Aequatorium repandiforme  B.Nord.
- Aequatorium sinuatifolium  S.Díaz & Cuatrec.
- Aequatorium tatamanum  S.Díaz & A.Correa
- Aequatorium venezuelanum  V.M.Badillo
- Aequatorium verrucosum  (Wedd.) S.Díaz & Cuatrec.